# Alvin, Texas
Alvin là một thành phố thuộc quận Brazoria, tiểu bang Texas, Hoa Kỳ. Năm 2010, dân số của xã này là 24236 người.

## Dân số
- Dân số năm 2000: 21413 người.
- Dân số năm 2010: 24236 người.